# Rombaldo di Malines
Rombaldo o Rumold, Romuold (in latino Rumoldus; in neerlandese Rombout; in francese Rombaut; ... – Malines, 775) è stato un monaco cristiano irlandese, divenuto poi vescovo ed evangelizzatore del Brabante.

## Biografia
Discepolo di san Colombano venne in seguito consacrato vescovo a Roma e inviato come missionario nelle regioni del Nord. Insieme a san Villibrordo evangelizzò le regioni dei Paesi Bassi e in particolare il Brabante.
Morì a Malines nel 775, assassinato da due uomini ai quali rimproverava il loro deplorevole stile di vita.

## Culto
È venerato come martire il 24 giugno.
Patrono dell'Arcidiocesi di Malines-Bruxelles, a lui è consacrata la cattedrale di Malines, ove sono conservate le sue spoglie.